# Igeltjärnen (Norbergs socken, Västmanland, 665560-150505)
Igeltjärnen är en sjö i Norbergs kommun i Västmanland och ingår i Norrströms huvudavrinningsområde.